# Indywidualne Mistrzostwa Szwecji na Żużlu 2017
Indywidualne Mistrzostwa Szwecji na Żużlu 2017 – cykl turniejów żużlowych, mających wyłonić najlepszych żużlowców szwedzkich w sezonie 2017. Tytuł wywalczył Antonio Lindbäck.

## Finał
- Avesta, 1 lipca 2017

| Msc. | Zawodnik            | Klub                   | Pkt |             | Uwagi                        |
| ---- | ------------------- | ---------------------- | --- | ----------- | ---------------------------- |
| 1    | Antonio Lindbäck    | Masarna Avesta         | 13  | (3,3,3,1,3) | I m. w finale                |
| 2    | Fredrik Lindgren    | Dackarna Målilla       | 15  | (3,3,3,3,3) | II m. w finale               |
| 3    | Kim Nilsson         | Masarna Avesta         | 11  | (2,2,2,3,2) | I m. w barażu, III m. finale |
| 4    | Linus Sundström     | Masarna Avesta         | 13  | (3,3,2,2,3) | IV m. w finale               |
| 5    | Joel Kling          | Dackarna Målilla       | 7   | (3,0,1,1,2) | II m. w barażu               |
| 6    | Andreas Jonsson     | Rospiggarna Hallstavik | 9   | (2,1,3,3,0) | III m. w barażu              |
| 7    | Timo Lahti          | Rospiggarna Hallstavik | 10  | (0,3,3,3,1) | IV m. w barażu               |
| 8    | Tomas H. Jonasson   | Elit Vetlanda          | 6   | (0,2,1,0,3) |                              |
| 9    | Ludvig Lindgren     | Indianerna Kumla       | 6   | (2,0,1,2,1) |                              |
| 10   | Pontus Aspgren      | Smederna Eskilstuna    | 6   | (1,1,2,0,2) |                              |
| 11   | Mathias Thörnblom   | Lejonen Gislaved       | 6   | (0,1,2,2,1) |                              |
| 12   | Jacob Thorssell     | Rospiggarna Hallstavik | 6   | (t,2,1,1,2) |                              |
| 13   | Freddie Eriksson    | Rospiggarna Hallstavik | 4   | (2,w,0,2,0) |                              |
| 14   | Victor Palovaara    | Indianerna Kumla       | 3   | (1,2,0,0,0) |                              |
| 15   | Magnus Karlsson     | Örnarna Mariestad      | 3   | (1,1,0,0,1) |                              |
| 16   | Linus Eklöf         | Smederna Eskilstuna    | 1   | (0,0,0,1,0) |                              |
|      | rez. Joel Andersson | Masarna Avesta         | 1   | (1)         |                              |

## Bieg po biegu
1. (59,6) Kling, L. Lindgren, Palovaara, Eklöf
2. (58,2) F. Lindgren, Nilsson, Karlsson, Lahti
3. (58,4) Sundström, Jonsson, Aspgren, Thörnblom
4. (58,7) Lindbäck, Eriksson, Andersson (Thorssell - t), Jonasson
5. (57,8) Sundström, Thorssell, Karlsson, Kling
6. (58,8) F. Lindgren, Jonasson, Jonsson, L. Lindgren
7. (58,8) Lindbäck, Nilsson, Aspgren, Eklöf
8. (59,6) Lahti, Palovaara, Thörnblom, Eriksson (w/u)
9. (58,8) F. Lindgren, Aspgren, Kling, Eriksson
10. (58,5) Lindbäck, Thörnblom, L. Lindgren, Karlsson
11. (60,0) Lahti, Sundström, Jonasson, Eklöf
12. (59,9) Jonsson, Nilsson, Thorssell, Palovaara
13. (58,8) Nilsson, Thörnblom, Kling, Jonasson
14. (58,9) Lahti, L. Lindgren, Thorssell, Aspgren
15. (59,8) Jonsson, Eriksson, Eklöf, Karlsson
16. (59,8) F. Lindgren, Sundström, Lindbäck, Palovaara
17. (60,0) Lindbäck, Kling, Lahti, Jonsson
18. (60,0) Sundström, Nilsson, L. Lindgren, Eriksson
19. (59,8) F. Lindgren, Thorssell, Thörnblom, Eklöf
20. (60,0) Jonasson, Aspgren, Karlsson, Palovaara
21. Baraż (miejsca 4-7, najlepszy do finału): (59,5) Nilsson, Kling, Jonsson, Lahti
22. Finał (miejsca 1-3 i najlepszy z barażu): (59,0) Lindbäck, F. Lindgren, Nilsson, Sundström